# Stranski Vrh
Stranski Vrh je naselje v Občini Litija.